# Sanna (gastronomia)
Una sanna (konkani: सान्नां) è uno gnocco ripieno spugnoso, cotto al vapore e saporito, originariamente fatto di riso rosso, lenticchie nere e cocco nella regione di Konkan, sulla costa occidentale del subcontinente indiano. Le sannas sono popolari a Goa, Damaon, Mangalore, Bombay e Bassein.

## Preparazione
Gli indù usano normalmente urad dal, acqua di cocco e latte di cocco per la fermentazione. Le sannas cattoliche sono di due tipi: quelle fatte con il toddy dei fiori di cocco e quelle fatte usando la linfa della palma da cocco. Sebbene entrambi richiedano le stesse varietà di riso, le sannas sono comunemente fatte con cocco per la fermentazione, a differenza degli idli che sono comunemente fatti aggiungendo urad dal. Sono fatte in giorni speciali come Ganesh Chaturthi, Yugadi e Makar Sankranti. I cattolici generalmente li preparano per feste in chiesa, battesimi e matrimoni. A volte una versione dolce è fatta con jaggery, nota come godachi sanna (Konkani: गोडाची सान्नां, goddachee sanna).
La cucina cattolica mangaloriana nei giorni speciali è incompleta senza sannas. Sono molto popolari e servite con il bafat, un curry di maiale piccante preparato con un miscuglio di spezie in polvere, ma anche insieme al curry di pollo o di montone, e con carne di manzo prima del divieto di consumare carne bovina in India. Possono essere consumate a colazione con chutney di cocco o sambar, oppure con latte di cocco addolcito con jaggery e aromatizzato con cardamomo.
Al giorno d'oggi, la scarsa disponibilità o il divieto di toddy in alcuni luoghi, e il difficile e lungo processo di estrazione del latte di cocco fresco hanno reso le sannas una prelibatezza occasionale, preparata solo durante le celebrazioni a Konkani. A volte le sannas vengono sostituite dall'Idli, a base di riso bianco e lievito.